# Base (geometria)
In geometria, per base si intende un particolare lato di un poligono, o una particolare faccia di un solido. Originariamente, il termine venne utilizzato per indicare il lato o la faccia disegnato orizzontale in basso, con funzione, in un certo senso metaforica, di basamento su cui "poggia" la figura.
In alcuni poligoni o solidi particolari, il termine ha poi acquisito un significato più specifico e più formale, e viene utilizzato per indicare uno o più lati o facce particolari (la cui particolarità dipende di volta in volta dalla figura in questione, ma solitamente li distingue nettamente dagli altri lati o dalle altre facce).

## Il significato grafico
È importante notare che solitamente in geometria - in particolare moderna - le illustrazioni vengono considerate aiuti per la comprensione, non elementi chiave di un ragionamento formale. A maggior ragione, è sulla carta irrilevante, ai fini del ragionamento, l'orientamento con cui una figura è rappresentata in un disegno.

Se nel triangolo raffigurato come a sinistra chiameremo "base" il lato AB, nello stesso triangolo disegnato come a destra chiameremo invece "base" BC.

Ciononostante, esistono prassi piuttosto consolidate, sia nelle pubblicazioni, di qualsiasi livello, che nella didattica frontale, ad esempio con l'utilizzo di una lavagna, ed una delle più radicate vuole che i poligoni vengano disegnati con un lato più basso di tutti gli altri e orizzontale.
Simile è la situazione per le forme tridimensionali: nella loro raffigurazione piana (in prospettiva o assonometria), una delle facce viene solitamente raffigurata sotto le altre e parallela ad un ipotetico piano orizzontale.
Alla luce di ciò, si può spiegare l'utilizzo del termine "base" per indicare tale lato, nonostante la sua specificazione dipenda unicamente dalla scelta del disegnatore.
Questa accezione del termine si è poi diffusa anche in situazioni in cui si può considerare più formale, ovvero quando prescinde da un particolare disegno: l'esempio più celebre è il seguente:
Questa è un'affermazione generale: di un qualsiasi triangolo, una volta scelto - arbitrariamente, e a prescindere da qualsiasi raffigurazione - uno dei lati e chiamatolo "base", se consideriamo l'altezza relativa, possiamo calcolare l'area in questo modo.

## I significati particolari
Alcuni poligoni e solidi particolari vengono solitamente raffigurati con un orientamento convenzionale: ad esempio, un triangolo isoscele simmetrico rispetto ad un asse verticale, o un cono con la punta rivolta verso l'alto.
In virtù di queste consuetudini, per queste ed altre forme geometriche si è preso a chiamare base un lato o una faccia specificato da alcune caratteristiche. Ad esempio:
- in un triangolo isoscele, sarà il lato diverso dagli altri due
- in un trapezio (geometria), si dirà "base maggiore" il più lungo dei due lati paralleli, e "base minore" l'altro
- in un cilindro (geometria) o in un prisma, sarà una delle due facce tra loro parallele (e, nel caso del prisma, con più di 4 lati[1])
- in una piramide equilatera, sarà la faccia che è un poligono regolare, mentre in una generica piramide con più di 4 facce sarà la faccia con più di 3 lati (non a caso, una piramide viene detta a base quadrata, o pentagonale, ecc.)
- in un cono, sarà la sola faccia piana
- in un tronco di cono o un tronco di piramide, si dirà "base maggiore" la più grande delle due facce parallele, e "base minore" l'altra[2]

## In più dimensioni
Nonostante l'evidente difficoltà insita nel raffigurare oggetti {\displaystyle n}-dimensionali - o perlomeno la mancanza di convenzioni riguardo alla loro raffigurazione - il concetto di "base" viene talvolta utilizzato anche in geometria di dimensione arbitraria, ad esempio quando si considera oggetti che sono la versione {\displaystyle n}-dimensionale di figure piane o solide.
Ad esempio, in dimensione 4, del prodotto cartesiano di una sfera {\displaystyle {\mathcal {S}}} per il segmento {\displaystyle [0,1]}, si potrà considerare "base" la sfera stessa, o più precisamente i seguenti due insiemi:
- {\displaystyle \{(x,y,z,0)\mid (x,y,z)\in {\mathcal {S}}\}}
- {\displaystyle \{(x,y,z,1)\mid (x,y,z)\in {\mathcal {S}}\}}